# Ізополіаніони

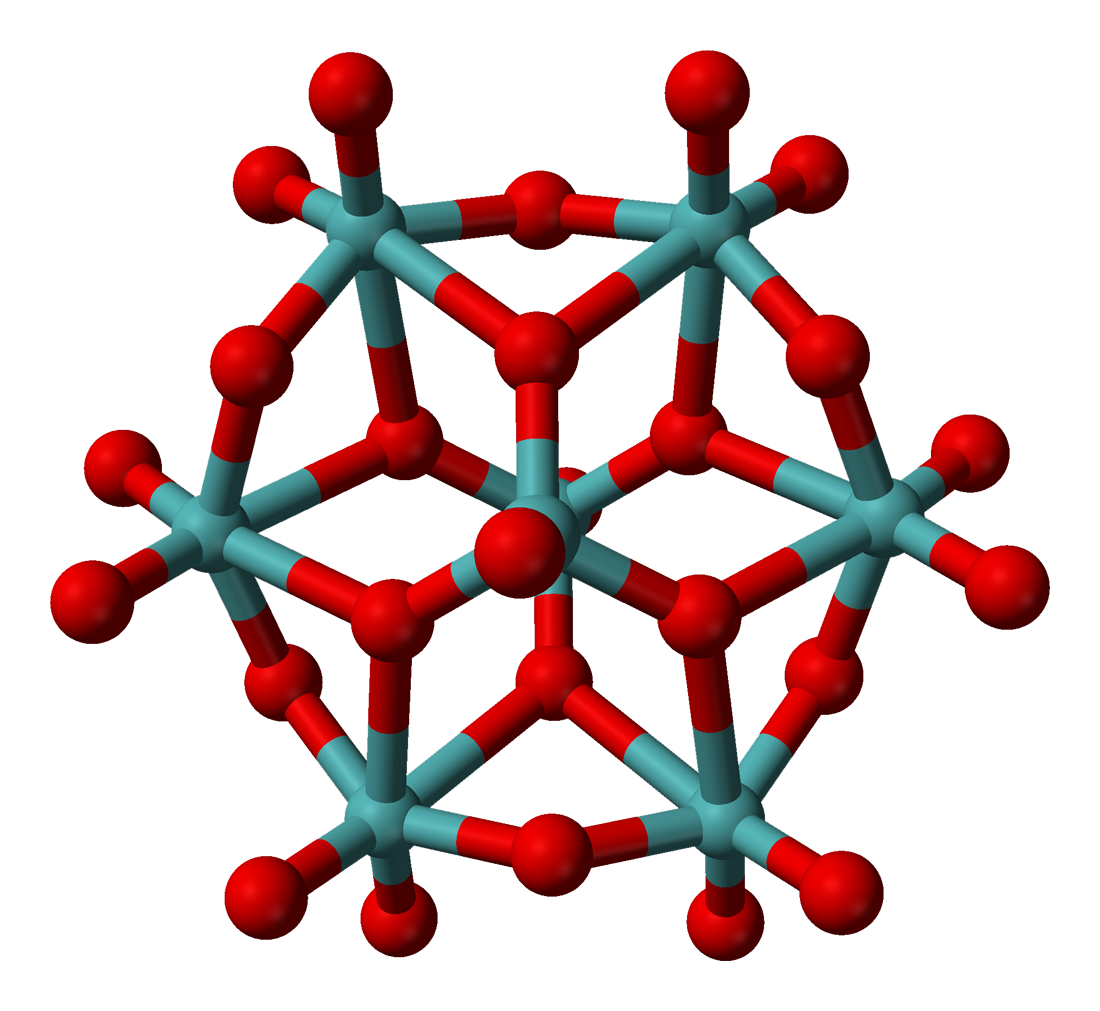
Тривимірна модель октамолібдат-аніона [Mo_{8}O_{26}]^{4-}

І́зопо́ліаніо́ни (англ. isopolyanions [homopolyanions]) — багатозарядні аніони оксокислот d-металів загальної формули [MxOx+k]n-, найпростіші з яких [M7O24]6-(М = W, Mo), [M6O19]6-(М = Nb, Ta). Їхню структуру складає решітка з атомів металу, з'єднаних містками з O-атомів, і в якій відсутні зв'язки метал—метал. Структуру [Mo7O24]6- можна, зокрема, представити як таку, що складена з октаедральних будівельних блоків МоО6, з'єднаних спільними атомами O, що знаходяться при вершинах.
Ізополіаніони отримують, наприклад, в кислотному середовищі за реакцією
7[MoO4]2- + 8H+ → [Mo7O24]6- + 4H2O